# 푸슈카시 아카데미아 FC
푸슈카시 아카데미아 FC(헝가리어: Puskás Akadémia Football Club)는 헝가리의 축구 클럽으로, 펠추트를 연고로 하고 있다. 현재 헝가리의 최상위 리그인 넴제티 버이녹샤그 I에 참가하고 있다.

## 우승 경력
- 넴제티 버이녹샤그 I

● 준우승 (1): 2020-21
- 넴제티 버이녹샤그 II

● 우승 (2): 2012-13, 2016-17
- 마자르 쿠파

● 준우승 (1): 2017-18

## 선수 명단

### 현역
참고: FIFA 자격 규정에 따라 소속된 국가대표팀 국기를 표시합니다. 선수는 복수의 FIFA 비회원국 국적을 가지고 있을 수 있습니다.
| 번호 | 포지션 | 국적       | 이름            |
| ---- | ------ | ---------- | --------------- |
| 11   | MF     | 우크라이나 | 아르템 티쉬추크 |

| 번호 | 포지션 | 국적 | 이름 |
| ---- | ------ | ---- | ---- |

## 역대 감독
| 감독            | 임기        |
| --------------- | ----------- |
| 로베르트 야르니 | 2015 ~ 2016 |
| 야노스 러도키   | 2018 ~ 2019 |
| 졸트 호르냑     | 2019 ~      |

틀:푸슈카시 아카데미아 FC 선수 명단